# Only Lovers Left Alive
Pour plus de détails, voir Fiche technique et Distribution.
Only Lovers Left Alive (ou Les Derniers Amants au Québec) est un film réalisé par Jim Jarmusch sorti en 2013.
Le film est sélectionné dans la compétition officielle du 66e festival de Cannes.

## Résumé
Après avoir vécu plusieurs siècles et influencé les carrières de nombreux musiciens et scientifiques connus, le vampire Adam est devenu un musicien reclus. Il passe ses journées à enregistrer des albums avec un équipement démodé et à se lamenter sur l'état du monde actuel tout en boudant dans une maison délabrée dans un quartier déserté de Détroit. Il est devenu convaincu que l'humanité est condamnée et se réfère sans cesse aux hommes comme des « zombies ».
Adam survit grâce à des dons de la banque du sang revendus illégalement par le Docteur Watson, qui est heureux de prendre l'argent d'Adam sans poser de question. Ayant acquis de nombreuses connaissances scientifiques au fil des années, le vampire a réussi à construire un engin pour alimenter à la fois son domicile et sa voiture de sport avec la technologie inventée par Nikola Tesla. Malgré sa nature solitaire, il est immensément riche et reste un musicien populaire. Ses nombreux fans spéculent sans cesse sur son sort et sa vraie identité. Adam est horrifié quand quelques-uns d'entre eux sonnent à sa porte un soir après avoir trouvé son adresse. Il les ignore et ils disparaissent.
Le vampire paye aussi Ian, un humain naïf, pour qu'il lui apporte diverses guitares vintage et du matériel d'enregistrement. Un soir, Adam lui demande de lui trouver une balle en bois pour, dit-il, un « projet d'art secret ». Ian répond à sa demande et Adam charge la balle dans un petit pistolet. Il envisage de se suicider, mais un appel de sa femme, Ève, le convainc de ne pas aller au bout de son projet.
Ève a passé ces dernières années à vivre à Tanger, où elle achète son approvisionnement en sang à un autre vampire, Christopher Marlowe. Craignant pour la vie d'Adam, elle s'envole pour Détroit. Les amoureux sont réunis et heureux, appréciant la compagnie de l'autre, buvant des verres de sang, jouant aux échecs, dansant sur de la musique et conduisant dans la ville la nuit. Peu de temps après, la sœur d'Ève, Ava, arrive de Los Angeles et brise l'isolement idyllique du couple. Après une sortie un soir, dans un club local, Ava vide Ian de son sang et se fait chasser de la maison d'Adam.
Adam et Ève se débarrassent du corps de Ian dans une usine abandonnée. L'attitude impulsive d'Ava, ainsi qu'un nombre grandissant de fans d'Adam venant sonner chez lui, oblige le couple à revenir en hâte à Tanger. Étant en manque de sang, ils découvrent que leur ami de longue date Marlowe est tombé malade en raison d'un lot de sang contaminé. Après avoir révélé qu'il a secrètement écrit la plupart des pièces de Shakespeare, il meurt. À court d'argent et en manque de sang, le couple repère un autre couple de jeunes adolescents qui s'embrassent. « Est-ce que nous avons le choix ? » fait remarquer Adam avant qu'ils ne s'approchent du couple leurs crocs sortis.

## Fiche technique
- Scénario et réalisation : Jim Jarmusch
- Directeur de la photographie : Yorick Le Saux
- Montage : Affonso Gonçalves
- Musique : Jozef van Wissem
- Production : Zakaria Alaoui et Reinhard Brundig
- Langue originale : anglais
- Durée : 123 minutes
- Dates de sortie :
  -  Suisse 19 décembre 2013
  -  France 19 février 2014
- Budget : 7 millions $[1]
- Box office : 7 576,47 $[2],[3]

## Distribution
- Tilda Swinton (VF : Catherine Wilkening) : Ève
- Tom Hiddleston (VF : Loïc Corbery) : Adam
- Mia Wasikowska (VF : Juliette Allain) : Ava
- John Hurt (VF : Georges Claisse) : Marlowe
- Anton Yelchin (VF : Matthieu Sampeur) : Ian
- Jeffrey Wright (VF : Alex Descas) : Dr Watson
- Slimane Dazi : Bilal
- Maxence Herrmann : Vince
- Wayne Brinston : Mirror Man
- Yasmine Hamdan : Elle-même

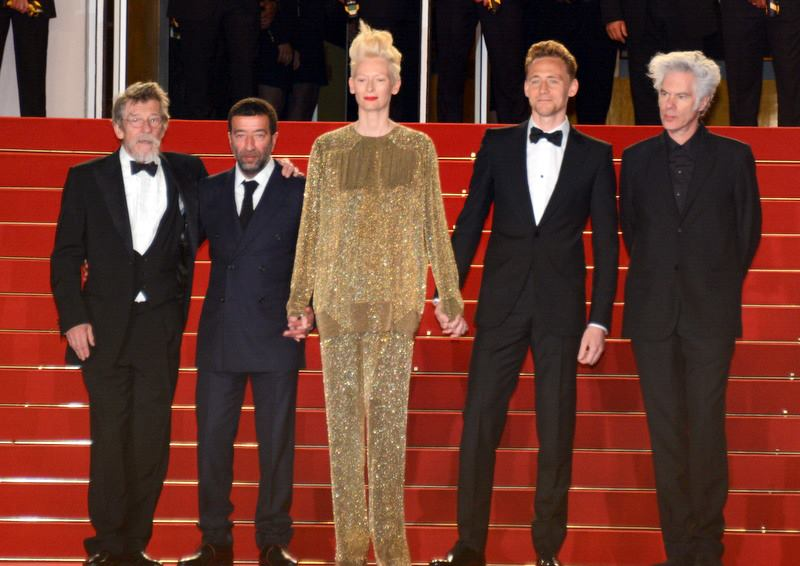
De gauche à droite : John Hurt, Slimane Dazi, Tilda Swinton, Tom Hiddleston et Jim Jarmusch au Festival de Cannes de 2013.

Source et légende : Version française d'après le site de la société de doublage Alter Ego)

## Production
En août 2010, Jim Jarmusch déclare que Tilda Swinton, Michael Fassbender, Mia Wasikowska et John Hurt ont accepté de participer au film, qualifié par Jarmusch en mai 2011 d'« histoire d'amour cryptovampire ». Il n'a alors cependant encore reçu aucun financement et aura beaucoup de peine à financer son film. Il explique lors de l'avant-première mondiale au Festival de Cannes en 2013 que « les films légèrement inhabituels, imprévisibles ou qui ne remplissent pas les attentes du public sur un sujet ont de plus en plus de difficultés (à être financés) ». D'après Jim Jarmusch, Tilda Swinton aurait déclaré après sept ans de frustration : « C'est une bonne nouvelle, cela signifie que ce n'est pas le bon moment. Cela aura lieu lorsque cela doit avoir lieu ». Jim Jarmusch réunit finalement un budget de sept millions de dollars auprès du producteur Jeremy Thomas, lequel déclare plus tard que Jarmusch est « l'un des grands réalisateurs américains de films indépendants — il est le dernier. Personne ne réussit encore de cette manière ».
En janvier 2012, Tom Hiddleston remplace Fassbender. Le tournage débute en juin 2012 et dure sept semaines. Il a lieu entre autres à Détroit aux États-Unis, à Cologne en Allemagne et à Tanger au Maroc.
Le film est l'une des nombreuses œuvres cinématographiques de Jarmusch dont l'intrigue se déroule principalement pendant la nuit. Tilda Swinton déclare après la sortie du film : « Jim est assez nocturne, les paysages de nuit font partie intégrante de sa palette. Les objets brillants dans la nuit me rappellent vraiment Jim Jarmusch. C'est une rock star. »

## Bande originale
Le groupe SQÜRL, dont Jarmusch est membre, est le principal auteur de la bande originale de Only Lovers Left Alive.  Il reprend entre autres la chanson "Funnel of Love" de Wanda Jackson. Zola Jesus et la chanteuse libanaise Yasmine Hamdan contribuent également à la bande originale, tandis que les compositions du luthiste néerlandais Jozef van Wissem créait l'esthétique auditive du film. À la sortie de l'album de la bande originale, en avril 2014, van Wissem a déclaré :

« Je sais que [Jarmusch] réalise ses films à la manière d'un musicien. De la musique joue dans sa tête quand il écrit un scénario, ce qui fait que le scénario est plus rythmé de manière tonale qu'autrement. Je sens que je suis politique en quelque sorte. [Only Lovers Left Alive] s'oppose à la société contemporaine. Et le luth va à l'encontre de toutes les technologies, de tous les ordinateurs et de tout ce dont vous n'avez pas besoin. »

Van Wissem a également décrit le film comme « un film très personnel, peut-être même autobiographique » et que « Jim est une éponge culturelle, il absorbe tout ». Lors d'un concert au Santos Party House à New York en avril 2014 à l'occasion de la sortie du film, Zola Jesus joua avec van Wissem un morceau « pseudo-grégorien » de la bande originale du film ainsi sur une collaboration non enregistrée.

### AlbumOnly Lovers Left Alive
L'album de la bande originale sort en avril 2014 et est divisé en deux parties, en références aux deux villes parcourues par les protagonistes :
- Detroit :
  - "Streets Of Detroit" de SQÜRL,
  - "Funnel of Love" de SQÜRL,
  - "Sola Gratia (Part 1) de SQÜRL et Jozef Van Wissem,
  - "The Taste of Blood" de SQÜRL et Jozef Van Wissem,
  - "Diamond Star" de SQÜRL,
  - "Please Feel Free To Piss In The Garden" de SQÜRL;
- Tanger :
  - "Streets Of Tanger" de SQÜRL et Jozef Van Wissem,
  - "In Templeum Dei" de Jozef Van Wissem,
  - "Sola Gratia (Part 2)" de SQÜRL et Jozef Van Wissem,
  - "Our Hearts Condemn Us" de Jozef Van Wissem,
  - "Hal" de Yasmine Hamdan,
  - "Only Lovers Left Alive" de SQÜRL et Jozef Van Wissem,
  - "This Is Your Wilderness" de SQÜRL et Jozef Van Wissem[13].

### Morceaux hors album
D'autres morceaux, non repris dans l'album Only Lovers Left Alive, apparaissent également sous forme d'extraits dans le film :
- "Harissa" de Kasbah Rockers ;
- "Caprice no. 5 en la mineur" de Niccolò Paganini (brièvement joué par Adam) ;
- "Gamil" de Y.A.S. ;
- "Can't Hardly Stand It" de Charlie Feathers ;
- "Trapped By a Thing Called Love" de Denise LaSalle ;
- "Soul Dracula" de Hot Blood ;
- "Under Skin Or By Name" de White Hills ;
- "Red Eyes and Tears" de Black Rebel Motorcycle Club ;
- "Little Village" de Bill Laswell.

### Mur des célébrités

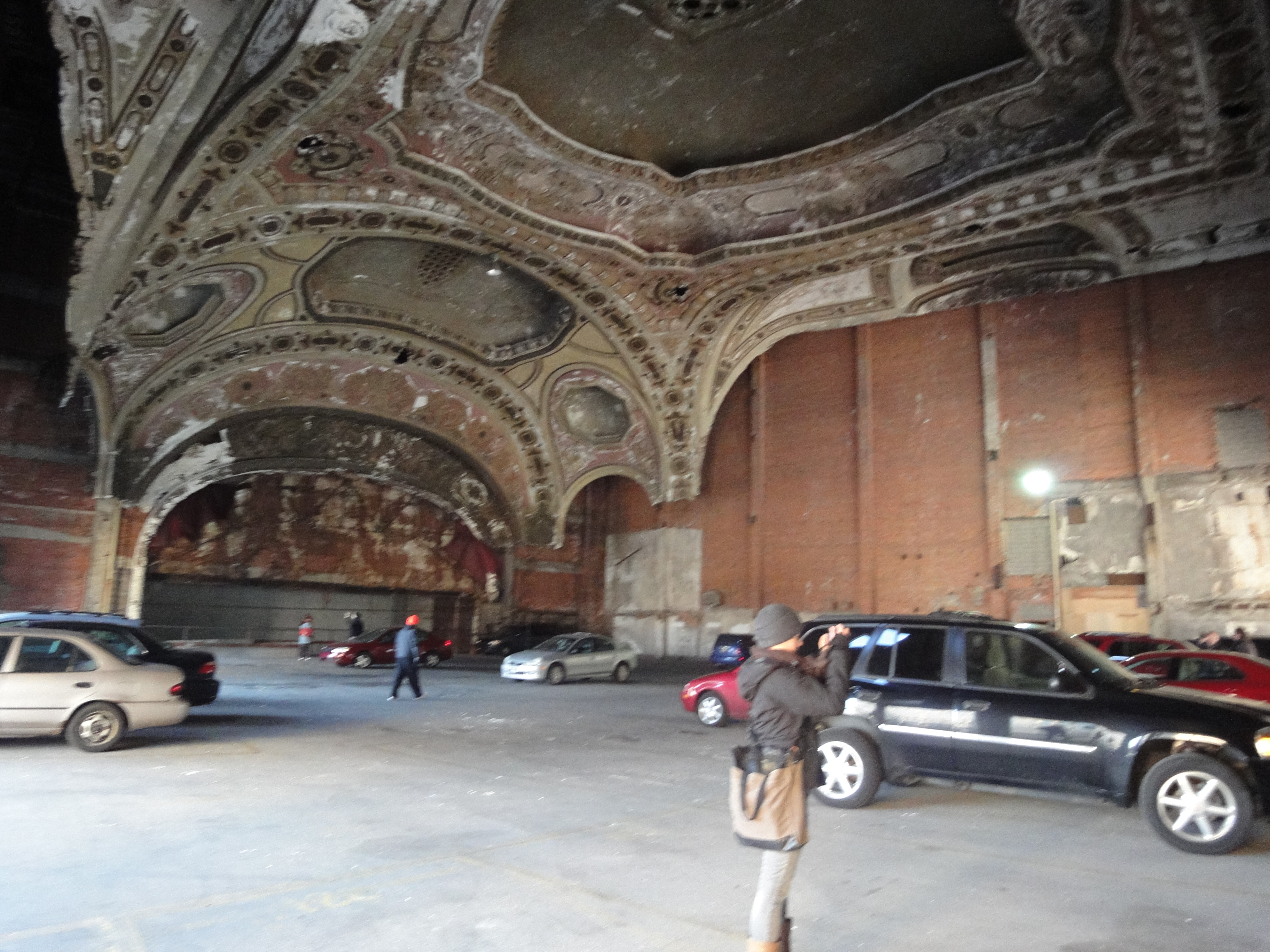
Parking du Michigan Theater, lieu de tournage du film.